# 부르봉파르마 왕자 자크
부르봉파르마 왕자 자크(Prince Jacques of Bourbon-Parma, 1922년 6월 9일 ~ 1964년 11월 5일)은 보르보네파르마가 출신의 프랑스 왕자, 조종사, 레이싱카 운전사였다.
그는 루마니아의 안의 형제였으며 불가리아의 차르 보리스 3세와 룩셈부르크 대공 장의 사촌이었다.